# Merlänna
Merlänna – miejscowość (tätort) w Szwecji, w regionie administracyjnym (län) Södermanland, w gminie Strängnäs.
Według danych Szwedzkiego Urzędu Statystycznego liczba ludności wyniosła: 383 (31 grudnia 2015), 395 (31 grudnia 2018) i 406 (31 grudnia 2019).